# 华纳兄弟卡通
华纳兄弟卡通（英語：Warner Bros. Cartoons）是美國動畫黃金時代華納兄弟公司的內部動畫部門。它是美國媒體歷史上最成功的動畫工作室之一，主要負責《樂一通》和《梅里·梅洛迪斯》的戲劇卡通短片。這些卡通人物中的人物包括《兔巴哥》，《達菲鴨》等，都是世界上最著名和最知名的人物。1980年，该部门重组，建立了新的华纳兄弟动画公司（Warner Bros. Animation）。